# Cricotopus reductus
Cricotopus reductus är en tvåvingeart som beskrevs av Hirvenoja 1973. Cricotopus reductus ingår i släktet Cricotopus, och familjen fjädermyggor. Enligt den finländska rödlistan är arten otillräckligt studerad i Finland. Det är osäkert om arten förekommer i Sverige. Artens livsmiljö är älvar och åar.